# 天津证券交易所
天津证券交易所，成立于1948年2月15日，位于天津市第一区承德道5号，原华北有价证券交易所旧址。 1948年8月19日，《财政经济紧急处分令》颁布, 币制改革施行。天津证券交易所在开业交易半年后，奉令暂停营业，直至国共内战结束被中共接管。1949年6月1日，中共在接收天津证券交易所的基础上，成立了“天津市证券交易所”。